# 拉維多利亞區 (利馬省)

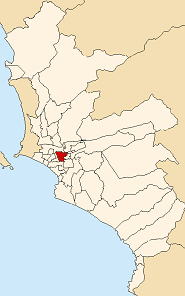
拉維多利亞區位於利馬省的位置

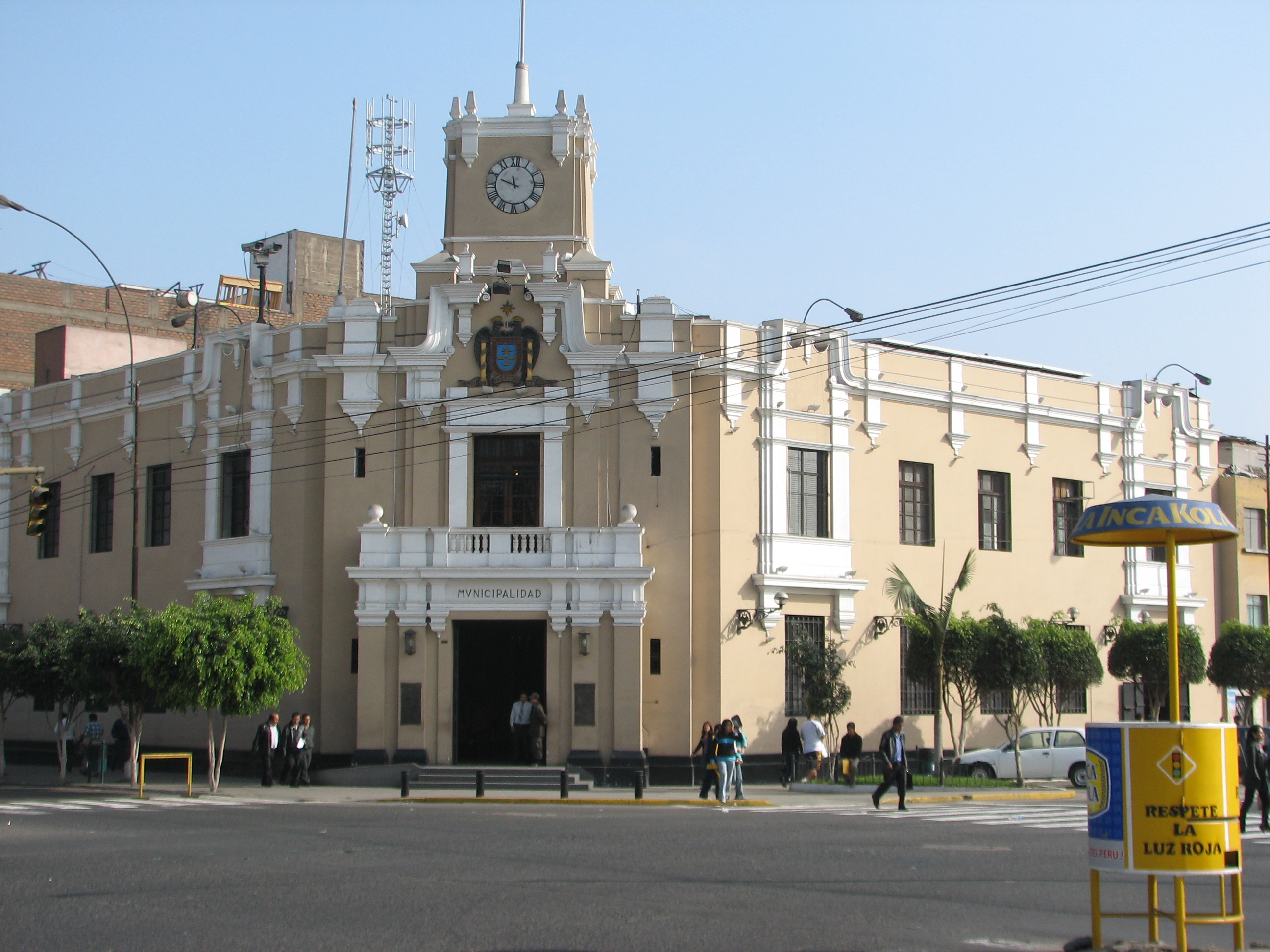

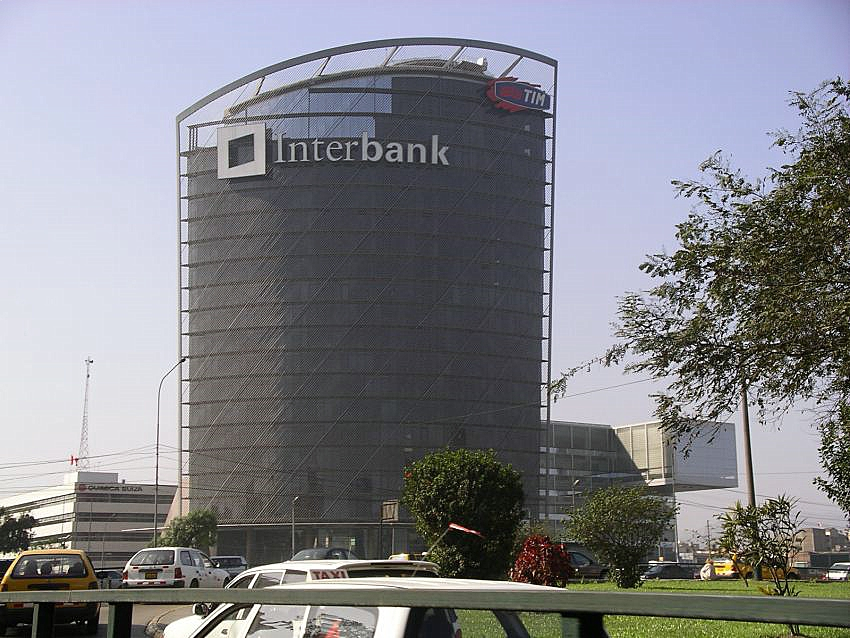

12°3′54″S 76°1′52″W / 12.06500°S 76.03111°W
拉維多利亞區（西班牙語：Distrito de La Victoria），是秘魯的一個區，位於該國西部的利馬省，始建於1920年2月2日，面積8.74平方公里，海拔高度133米，2005年人口190,218，人口密度每平方公里22,000人。